# Echipa națională de fotbal a Ciadului
Echipa națională de fotbal a Ciadului, poreclită Sao reprezintă Ciadul în fotbalul internațional. Echipa este administrată de Federația de Fotbal a Ciadului, forul conducător al fotbalului din țară și este antrenată de Sherif El-Khashab din 2009.
Meciurile de acasă se joacă pe Stade Nacional cu o capacitate de 30.000 de locuri.
Echipa nu s-a calificat niciodată la Campionatul Mondial de Fotbal sau la Cupa Africii pe Națiuni.

## Campionatul Mondial
- 1930 până în 1998 - Nu a participat
- 2002 până în 2010 - Nu s-a calificat

## Cupa Africii pe Națiuni
- 1957 până în 1990 - Nu a participat
- 1992 - Nu s-a calificat
- 1994 - S-a retras în timpul calificărilor
- 1996 până în 1998 - Nu a participat
- 2000 - Nu s-a calificat
- 2002 - Nu a participat
- 2004 până în 2008 - Nu s-a calificat
- 2010 - Descalificată în calificări